# سیاه‌کاج چینی
سیاه‌کاج چینی (نام علمی: Larix potaninii) نام یک گونه از سرده سیاه‌کاج است.